# Jacques Carmona
Jacques Carmona (* 6. Februar 1934 in Marseille; † 30. September 2020 in Allauch) war ein französischer Mathematiker, der sich mit Harmonischer Analysis und Darstellungstheorie von Lie-Gruppen befasste.

## Leben und Werk
Carmona stammte aus der Arbeiterklasse und wollte Lehrer werden, weshalb er ab 1949 an der École Normale d’Instituteurs studierte (die Grundschullehrer ausbildete) und ab 1953 an der École Normale Supérieure de l’Enseignement Technique. Er erhielt das Diplom als Lehrer und unterrichtete bis 1957 in Boulogne-sur-Mer. Nachdem er 1957 die Agrégation für den Unterricht an technischen Schulen (Lycées techniques) erhalten hatte, war er kurz als Lehrer in Algier (Lycée Bugeaud) und 1958 bis 1960 am Prytanée national militaire, einer vom Militär betriebenen Internatsschule bei Le Mans. Danach ging er in seine südfranzösische Heimat als Gymnasiallehrer in Salon-de-Provence. Außerdem studierte er an der Universität Marseille theoretische Physik und schloss 1963 mit dem Diplôme d’études approfondies (DEA) ab. Damit wurde er Lehrassistent an der Universität Marseille (Faculté des Sciences de Saint-Charles) und wurde 1968 bei Henri Morel, einem Schüler von Laurent Schwartz, promoviert (Thèse d´Etat). Für die Dissertation vertiefte er sich in die Arbeiten von Harish-Chandra, was sein künftiges Arbeitsgebiet prägte, nämlich die nichtkommutative harmonische Analysis und die harmonische Analysis auf Liegruppen. Ab 1968 war er Professor an der neu gegründeten Faculté des Sciences am Campus Marseille-Luminy (heute zur Universität Aix-Marseille gehörig).
Mit Michèle Vergne organisierte er von 1974 bis 1985 eine Reihe von Konferenzen über harmonische Analysis auf Lie-Gruppen. An der Universität unterrichtete er auch Informatik und Angewandte Mathematik.
Delorme war eingeladener Sprecher auf dem  Internationalen Mathematikerkongress in Peking 2002 (Harmonic analysis on real reductive symmetric spaces).

## Schriften
- Herausgeber mit  Patrick Delorme, Michèle Vergne: Proceedings of the sixth international conference on harmonic analysis and Lie groups held in Marseille-Luminy, June 24-29, 1985. Lecture Notes in Mathematics 1243, Springer 1987